# Ron Sutton junior
Ronald Anthony „Ron“ Sutton Jr. (* 27. Januar 1963 in Washington, D.C.; † 16. September 2018 ebendort) war ein US-amerikanischer Jazzmusiker (Saxophon).

## Leben und Wirken
Ron Sutton stammte aus einer musikalischen Familie; eine Großmutter soll der Trompetenlegende Clifford Brown Klavierunterricht gegeben haben, und sowohl sein Großvater als auch sein Vater waren eng mit der Musikszene der Hauptstadt verbunden. In den Anfangsjahren seiner Karriere zog Sutton oft zwischen New York City, Washington, D.C. und Wilmington, Delaware hin und her. In dieser Zeit begann er, mit chronischer Arthritis und Lupus zu kämpfen, Krankheiten, die sein Berufsleben stark beeinträchtigen, ihn jedoch nicht daran hinderten, regelmäßig als Musiker zu arbeiten. 
Sutton hatte als Kind Unterricht bei dem Saxophonisten Fred Foss, einem einflussreichen Jazzpädagogen. Mit 19 Jahren beeindruckte sein Spiel Freddie Hubbard. Bald darauf bot der Altsaxophonist Jackie McLean Sutton ein Vollstipendium für das Jazzprogramm an, das er an der Hartt School of Music der University of Hartford leitete. Sutton studierte dort einige Zeit, ging aber vor seinem Abschluss ab. Nachdem er Hartt verlassen hatte, arbeitete Sutton regelmäßig mit Art Taylor bis zum Tod des Schlagzeugers. Sutton nahm an Tony Taylors musikpädagogischen Lettumplay-Programm teil, außerdem wirkte er an Aufnahmen von Marc Cary (zu hören auf N.G.G.R. (2003) und Abstrakt/Blak von 2006, eine Zusammenarbeit zwischen Cary und dem Conferencier Shon „Chance“ Miller, veröffentlicht unter dem Namen XR Project) und von Donvonte McCoys Debütalbum 3rd Floor (2015) mit.